# أدونيا
أدونيا (بالعبرية: אֲדֹנִיָּה) (معناه يهوه سيدي) هو رابع أبناء النبي والملك داود من زوجته حجيث حسب الكتاب المقدس، قبل وفاة داود أعلن أدونيا نفسه ملكاً على إسرائيل من دون أن يطلب موافقه أبيه ودعمه في ذلك قائد جيش والده يوآب و أبياثار الكاهن وحضر وليمة كبيرة آنذاك وأعلن نفسه ملك لإسرائيل، وطلب دعم الكهنة واللاويين، لكن صادوق الكاهن وبنايا رئيس حرس الملك والنبي ناثان الذي أرادوا أن يكون سليمان بن بثشبع أن يتوج كملك حسب رغبة أبيه داود، وقاموا بالرد على ما قام به بمسح سليمان كملك لإسرائيل فهرب عندها أدونيا من وجه سليمان فذهب وأمسك بقرون المذبح وطلب وعداً من سليمان أن لا يقتله فوعده سليمان بذلك شرط أن لا يخون، بعد موت داود أغرم أدونيا بأبيشج جارية داود فطلب أدونيا من سليمان الزواج منها، إلا أن هذا الطلب أزعج سليمان واعتبره خيانة ليقوم بقتله بعد ذلك.